# Maurice André
Maurice André (ur. 21 maja 1933 w Alès w masywie Cévennes, zm. 25 lutego 2012 w Bajonnie) – trębacz francuski. 
Studiował w paryskim konserwatorium. W latach 1953–1960 występował jako solista orkiestry Association des Concerts Lamoureux, później m.in. w paryskiej Operze Komicznej. W czasie pracy pedagogicznej w konserwatorium w Paryżu (był profesorem w latach 1967–1973) poszerzył zakres kształcenia o grę na trąbce barokowej. Zdobył I nagrody na konkursach w Genewie (1955) i Monachium (1963).
W ciągu około pół wieku kariery zawodowej zyskał międzynarodowe uznanie, także m.in. dzięki wszechstronności – grał na różnych odmianach trąbki, wprowadził do repertuaru transkrypcje utworów fletowych, obojowych, skrzypcowych oraz arii operowych. Wykonywał utwory zarówno dawne (szczególnie barokowe), jak i współczesne. Nagrał wiele płyt. Odznaczony został Legią Honorową.
Jako pedagog wykształcił szereg cenionych trębaczy; karierę trębacza wybrali m.in. jego syn Lionel (1959–1988) i wnuk Nicolas, a także młodszy brat Raymond André (ur. 22 grudnia 1941), profesor konserwatorium w Poitiers i Nîmes.
Zmarł w szpitalu w Bayonne. Rodzina nie podała przyczyny zgonu.